# Ourapteryx brachycera
Ourapteryx brachycera là một loài bướm đêm trong họ Geometridae.